# 櫻井孝頴
櫻井 孝頴（さくらい たかひで、1932年（昭和7年）10月30日 - 2014年（平成26年）1月3日）は、日本の実業家、第一生命保険社長。

## 経歴
埼玉県出身。趣味は読書。埼玉県立浦和高等学校を経て、1955年（昭和30年）、東京大学経済学部卒業、第一生命保険入社。1981年（昭和56年）取締役財務第一部長、1983年（昭和58年）常務取締役財務企画部長、1986年（昭和61年）代表取締役副社長、1987年（昭和62年）代表取締役社長、1997年（平成9年）代表取締役会長、2004年（平成16年）相談役。
2013年（平成25年）旭日重光章受章。
2014年（平成26年）1月3日午後10時44分、肺癌のため東京都文京区の病院で死去、81歳没。

## 参考
交詢社 第69版 『日本紳士録』 1986年